# Банкиры Бога: Дело Кальви
Банкиры Бога: Дело Кальви (итал. I banchieri di Dio) — итальянский драматический фильм, снятый в 2002 году Джузеппе Феррарой. 

## Сюжет
Фильм рассказывает историю скандала вокруг банка «Банко Амброзиано», связанного в основном с личностью Роберто Кальви. Скандал вокруг Clearstream разразился как дело, полное запутанных интриг, в которых были замешаны финансовый мир, Ватикан, масонская ложа P2, итальянская секретная служба, Секретная разведывательная служба, итальянская политика, мафия и банда делла Мальяна.
Фильм подробно рассказывает обо всех этих связях, пытаясь реконструировать события и сюжеты. Фильм заканчивается смертью Кальви под мостом Блэкфрайарс в Лондоне, что открыто подтверждает гипотезу об убийстве.

## В ролях
- Омеро Антонутти[итал.] — Роберто Кальви
- Джанкарло Джаннини — Флавио Карбони
- Алессандро Гассман — Франческо Пациенца[итал.]
- Рутгер Хауэр — епископ Пол Марцинкус
- Памела Виллорези — Клара Кальви
- Винченцо Пелузо — Сильвано Виттор
- Пьер Паоло Каппони[англ.] — Роберто Розоне
- Франко Диогене[англ.] — Луиджи Меннини
- Камилло Милли[итал.] — Личо Джелли
- Франко Оливеро — Микеле Синдона[итал.]

## Производство
Фильм имел очень долгую и сложную разработку. По словам режиссёра Джузеппе Феррары, он начал проект в 1986 году, вскоре после «Аферы Моро», и хотел, чтобы Джан Мария Волонте сыграл главную роль Роберто Кальви. После окончательного отклонения проекта в 1991 году продюсерами Сильвио Берлускони и Витторио Чекки Гори и намерения Феррары сдаться, интерес Rai Cinema наконец сделал проект возможным 15 лет спустя, в 2001 году.
В том же году была опубликована одноимённая итальянская книга Марио Альмериги.